# 春の踊り (1957年の宝塚歌劇)
『春の踊り』（はるのおどり）は宝塚歌劇団の舞台作品。 
形式名は「阪急電車創立50周年記念 「交通文化博覧会」協賛 グランド・レビュー」。2部40場。

## 解説
※『宝塚劇場100年史（舞台編）』の宝塚大劇場公演のデータを参照
阪急50周年（前身の箕面有馬電気軌道、阪神急行電鉄を含めて）を記念した作品。宝塚動植物園で開催された"交通文化博"に協賛して幕を開け、春爛漫の舞台を飾った。第一部の『花の歌舞伎』と第二部の『花のエキスプレス』の2部に分かれており、第一部は歌舞伎もので、第二部は交通機関を題材にしたショー作品。
花組公演では一部変更点がある。

## 公演データ
雪組
1957年3月27日から4月29日まで宝塚大劇場で公演された。第44期生初舞台公演。
花組
1957年5月1日から5月30日まで宝塚大劇場で公演された。

## スタッフ
- 構成・演出：白井鐵造[1]
- 演出・振付：渡辺武雄[1]
- 作[1]：菅沼潤（第一部のみ）、横澤英雄（第二部のみ）
- 脚本：小野晴通[1]
- 音楽[2]：河崎一朗、山根久雄、高橋廉、河村篤二、中井光晴、堤五郎、入江薫、中元清純、河崎恒夫
- 振付[2]：玉田祐三、錢谷信昭、花柳年之輔、河上五郎、大滝愛子、重森由郷、花柳幾久英、ジョージ斎田
- 装置[2]：荒島鶴吉、渡辺正男、近藤幸一、石浜日出雄、岡本保、黒田利邦
- 衣装[2]：平尾文男、中川菊枝
- 照明：北辻芳一[2]
- 小道具[2]：山田圭一郎、生島道正
- 効果：松岡知一[2]